# Deir al-Asafir
Deir al-Asafir (tiếng Ả Rập: دير العصافير; cũng đánh vần Dayr al-Assafir hoặc Dair al-Asafir) là một ngôi làng ở miền nam Syria, một phần hành chính của Tỉnh bang Dimashq, nằm cách Damascus 12 km về phía đông nam. Nó nằm trong một khu vực được canh tác nhiều ở vùng Ghouta. Các địa phương gần đó bao gồm Babbila ở phía tây, al-Malihah ở phía tây bắc, Zabdin ở phía bắc, Shabaa ở phía tây nam.
Theo Cục Thống kê Trung ương Syria, Deir al-Asafir có dân số 6,209 trong cuộc điều tra dân số năm 2004. Từ 1.000 đến 1.500 Nawar (người Syria gốc Turkmen hoặc Dom) cư trú tại Deir al-Asafir. Họ chủ yếu cư trú trong một phần tư bên ngoài trung tâm làng. Phần lớn dân số còn lại là nông dân Ả Rập. Bắt đầu từ những năm 1960, một số cư dân Turkmen của Deir al-Asafir cũng bước vào lĩnh vực nông nghiệp. Tuy nhiên, phần lớn đàn ông Turkmen trong lao động làm việc, sản xuất người bán và lái xe tải. Các quán bar hookah trong các quán cà phê thường xuyên của khách du lịch ở khu vực Ghouta bị chi phối bởi những người phục vụ Turkmen.

## Lịch sử
Vào thế kỷ 16, vào cuối thời kỳ cai trị Mamluk ở Syria, doanh thu của Deir al-Asafir là một phần trong sữa (tài sản tư nhân trước đây là một phần của một vụ đánh cắp), một phần tư thuộc sở hữu của Jan Sevar bin Abdullah, một nô lệ cô gái của Mamluk Yilbay.
Nawar of Deir al-Asafir được lãnh đạo bởi gia đình al-Tahir, người phục vụ như là các mukhtar cho cộng đồng. Giữa những năm 1930 và 1965, mukhtar của người Nawar là Abu Jamil al-Tahir (mất năm 1965), người đã được con trai Jamil al-Tahir kế nhiệm. Một hợp tác xã nông nghiệp chuyên chăn nuôi bò sữa được thành lập tại Deir al-Asafir vào năm 1965 theo kế hoạch cải cách nông nghiệp của chính phủ. Vùng đất nơi hợp tác xã hoạt động được thu hồi từ đất thuộc sở hữu của chủ nhà địa phương. Jamil qua đời năm 1967 và được con trai Ali Jamil al-Tahir kế nhiệm. Khi mukhtar của Deir al-Asafir qua đời năm 1975, văn phòng của ông đã bị phó của ông chiếm đóng trong một thời gian ngắn trước khi quyền lực được chuyển đến Ali Jamil. Bởi vì ông không bị ràng buộc với cấu trúc quyền lực truyền thống, tức là địa chủ lớn, Đảng Ba'ath cầm quyền đã ủng hộ sự lên ngôi của Ali Jamil với vai trò là trưởng làng từ vai trò trước đây của ông là trưởng làng Nawar. Chính phủ Syria đã trao quyền lãnh đạo Ali Jamil cho an ninh địa phương và phân bổ 75 khẩu súng trường và các vũ khí khác cho ông.
Ma sát giữa người Nawar và người nông dân Deir al-Asafir đã tăng lên sau khi Ali Jamil lên nắm quyền. Theo Ali Jamil, "Ngày xưa nông dân đánh chúng tôi, bây giờ chúng tôi đánh họ". Năm 1982, ông được thay thế bởi mukhtar bởi một người nông dân, Abu Sliman, người vẫn còn là mukhtar năm 2004. Ali Jamil sau đó đã thụ án ba năm tù vì đăng ký bất hợp pháp những người tị nạn Turkmen Liban từ Nội chiến Lebanon với tư cách là công dân Syria. Nawar của Deir al-Asafir bị cáo buộc bị cấm đi ra ngoài Syria, đặc biệt là đến thế giới Ả Rập, vì hành động của Ali Jamil. Ông vẫn thường được Nawar of Deir al-Asafir xem là mukhtar của họ.
Deir al-Asafir đã chứng kiến bạo lực trong cuộc Nội chiến Syria đang diễn ra giữa chính phủ Syria và các lực lượng đối lập bắt đầu vào năm 2011. Ngôi làng được báo cáo dưới sự kiểm soát của phiến quân. Các cuộc đụng độ nặng nề giữa phiến quân và lực lượng an ninh ở Deir al-Asafir đã được các nhà hoạt động đối lập báo cáo vào ngày 11 tháng 8 năm 2012. Vào ngày 8 tháng 9 năm 2012, Cơ quan Thông tấn Ả Rập Syria do nhà nước điều hành báo cáo rằng Quân đội Syria đã tiêu diệt một số lượng lớn phiến quân đối lập trong một chiến dịch ở Deir al-Asafir. Vào ngày 26 tháng 11 năm 2012, các nhà hoạt động đã báo cáo rằng 10 trẻ em, tất cả đều dưới 15 tuổi, đã thiệt mạng trong một sân chơi ở Deir al-Asafir sau khi một máy bay chiến đấu MiG của Syria thả bom chùm xuống khu vực. Vào ngày 19 tháng 5 năm 2016, Quân đội Ả Rập Syria đã chiếm lại khu định cư này như một phần của chiến dịch rộng lớn hơn để đóng túi nhỏ do phiến quân kiểm soát ở Đông Ghouta 